# Annabelle Dexter-Jones
Annabelle Dexter-Jones (Londres,25 de octubre de 1986) es una actriz y directora británica-estadounidense conocida por sus papeles en Succession y Under the Silver Lake.
Jones es hija de la diseñadora de joyas Ann Dexter-Jones y del guitarrista de Foreigner, Mick Jones. A través de su madre, es media hermana de Charlotte Ronson, Samantha Ronson y Mark Ronson.

## Filmografía

### Cine
| Año  | Título                 | Papel               | Nota                                       |
| ---- | ---------------------- | ------------------- | ------------------------------------------ |
| 2012 | Missed Connections     | Lauren              |                                            |
| 2012 | Holy Motors            | Fotógrafo asistente |                                            |
| 2014 | Asthma                 | Lilly               |                                            |
| 2015 | The Nymphets           | Brittany            |                                            |
| 2015 | Ava's Possessions      | Hazel               |                                            |
| 2015 | Hashtag Horror         | Molly               |                                            |
| 2016 | White Girl             | Alexa               |                                            |
| 2017 | The Meyerowitz Stories | Chica de la galería | Sin acreditar                              |
| 2017 | Cecile on the Phone    | Cecile              | Cortometraje; también director y guionista |
| 2018 | Under the Silver Lake  | Fannie              |                                            |
| 2019 | Ravage                 | Harper              |                                            |
| 2019 | Josie & Jack           | Lily                |                                            |
| 2023 | Bad Things             | Fran                |                                            |
| 2023 | Helen's Dead           | Leila               |                                            |

### Televisión
| Año       | Título                          | Papel                            | Notas                  |
| --------- | ------------------------------- | -------------------------------- | ---------------------- |
| 2016      | Red Oaks                        | Xan                              | 6 episodios            |
| 2016      | Prototype                       | Donna Neuring                    | Película de televisión |
| 2018      | The Deuce                       | Bailarín                         | 4 episodios            |
| 2019–2023 | Succession                      | Naomi Pierce                     | 8 episodios            |
| 2022      | The Calling                     | Dania Miller                     | 4 episodios            |
| 2023      | American Horror Story: Delicate | Sonia Shawcross/ Adeline Harding | Protagonista           |
| 2023      | Based on a True Story           | Serena                           |                        |